# Вагацуко
Вагацуко́ (кабард.-черк. Выгъацӏыкъуэ, Вагъуэ цӏыкӏу) — упразднённое село в Урванском районе Кабардино-Балкарской Республики.

## География

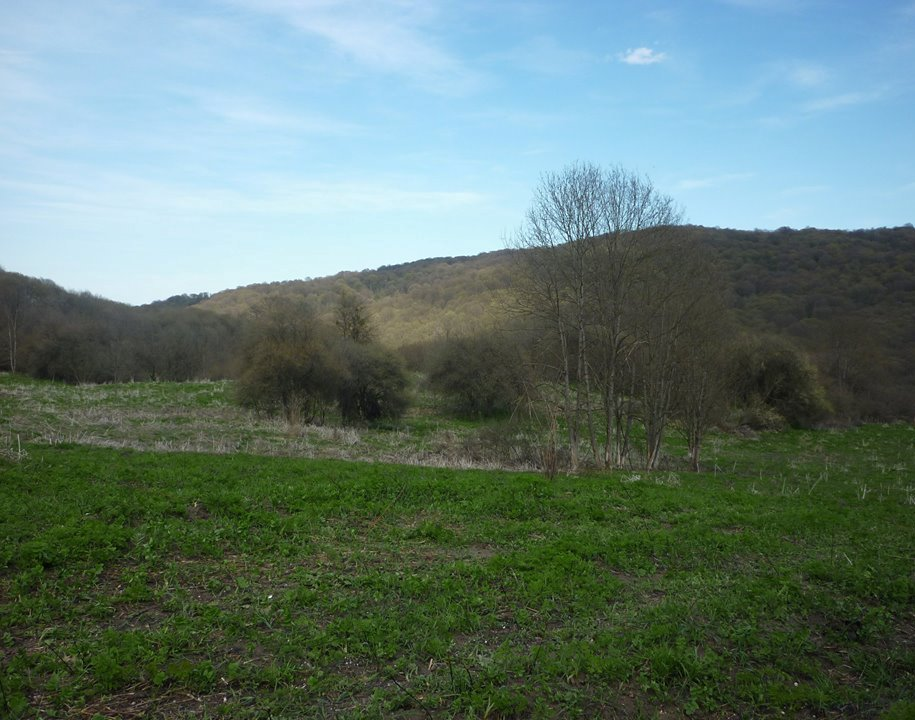
Местность в которой располагалось село

Селение Вагацуко располагалось в юго-восточной части Урванского района, в междуречье рек Аргудан и Вагацуко. Находилось в 12 км к юго-востоку от села Псыгансу, в 32 км от районного центра — Нарткала и в 48 км от Нальчика (по дороге).
Граничило с землями населённых пунктов: Верхний Аргудан на севере, Зарагиж на юго-западе и Псыгансу на северо-западе.
Населённый пункт располагался на открытой поляне, на склоне Лесистого хребта, в переходной от предгорной в горную зоне республики. Рельеф местности на территории заброшенного села в основном представлял собой сильно пересечённую местность с глубокими балками и ущельями. На юге возвышался высшая точка местности гора Корт-Тляпа. Средние высоты на территории села составляли 659 метров над уровнем моря. Само селение со всех сторон был окружён густым смешанным лесом.
Гидрографическая сеть местности представлена рекой Аргудан, протекавшей к востоку от села, и рекой Вагацуко, протекавшей к западу от села, а также многочисленными родниковыми источниками.

## Этимология
Название села происходит от ручья Вагацуко (кабард.-черк. Выгъацӏыкъуэ), которая протекала в окрестностях села.
Однако из-за веяния советской власти, селение также именовалось схожим названием — Вагъуэ цӏыкӏу, что в переводе с кабардинского языка означает «маленькая звезда».

## История
Селение Вагацуко было основано в 1921 году переселенцами из села Псыгансу и первые годы своего существования входило в состав сельсовета Псыгансу.
Добраться из села в центр сельсовета было трудно и со строительством сельского колхоза эта проблема встала ещё острее.
Учитывая географическую особенность села Вагацуко и просьбы колхозников, президиум исполкома КБАССР в 1938 году ходатайствовал об образовании в селении Вагацуко Урванского района КБАССР отдельного сельсовета, с выделением этого населенного пункта из сельсовета Псыгансу.
Во время Великой Отечественной войны, в конце ноября 1942 года селение было оккупировано немецкими войсками и здесь было расквартировано немецкое подразделение, состоящее в основном из коллаборационистов. В середине декабря того же года, особым отрядом Красной армии село было зачищено от немецких оккупантов всего за одну ночь.
Однако при освобождении село было сильно разрушено, в связи с чем начался постепенный отток населения из села.
В 1963 году селение Вагацуко было упразднено и снято из учётных данных Урванского района. Оставшиеся жители села были переселены в селение Псыгансу.

## Население
По данным на 1938 год, в селе было 49 дворов с общей численностью населения в 345 человек. Основное население составляли кабардинцы.

## Современное состояние
На сегодняшний день местность, на которой некогда располагалось селение Вагацуко, находится на территории сельского поселения Псыгансу.
На территории бывшего села ныне сохранились лишь железные ограждения сельского кладбища, а также заросшие тропы двух основных улиц населённого пункта.
Дома в селе в основном были турлучного типа или сделаны из самана, и в большинстве своём были разобраны прежними жителями села, для строительство нового дома в другом месте. А оставшиеся дома в течение нескольких десятилетий разрушились и ушли в землю.